# Svarttjärnen (Bodsjö socken, Jämtland, 697693-145388)
Svarttjärnen är en sjö i Bräcke kommun i Jämtland och ingår i Ljungans huvudavrinningsområde.